# 魏璠
魏璠，字邦彦，金朝弘州顺圣（今河北阳原县）人，一作浑源人。
金贞祐三年（1215年）中进士，补尚书省令史，后为翰林修撰。曾直言上疏，论说将相非人，不当立金宣宗之事。天兴元年（1232年）末，随金哀宗至归德府。武仙驻军五垛山不进时，他奉使前往裕州召武仙，抚循招集散亡之兵，差点被武仙所杀。次年，回到归德府，转任元帅府经历官。金亡后，北还乡里。1250年，奉忽必烈召至潜邸。条陈便宜三十余事。在和林病死，年七十岁。谥靖肃。从孙为魏初。